# Emilio Badini
Emilio Badini (Rosario, 4 agosto 1897 – Bologna, 5 agosto 1956) è stato un calciatore argentino naturalizzato italiano, di ruolo centrocampista.

## Biografia
Era indicato come Badini II per distinguerlo dai fratelli Angelo, Cesare ed Augusto, anch'essi calciatori.
I genitori, entrambi bolognesi, si erano trasferiti in Sud America in giovane età e fecero ritorno a Bologna nel 1912.
Emilio Badini è sepolto nella tomba di famiglia al nel Cimitero Monumentale della Certosa di Bologna.

## Carriera

### Club
Militò nel campionato italiano dal 1913 al 1921 con la maglia rossoblu del Bologna, debuttando il 12 ottobre 1913 nella gara in casa del Petrarca Padova terminata 2-2.
In seguito passò alla SPAL e, infine, alla Virtus Bologna. Il 26 settembre 1920 ebbe un serio incidente ad un ginocchio, in uno scontro con un avversario durante un'amichevole a Padova. Dopo un anno riprese a giocare ma le conseguenze dell`infortunio lo portarono ad abbandonare l'attività a soli 24 anni.

### Nazionale
Con la maglia azzurra partecipò alle Giochi olimpici di Anversa del 1920, diventando il primo calciatore del Bologna a giocare in Nazionale. Nel corso della manifestazione prese parte a due gare del torneo per il secondo e terzo posto, entrambe disputate ad Anversa: il 31 agosto contro la Norvegia) mise a segno durante i tempi supplementari, precisamente al 96', il gol del definitivo 2-1 per l'Italia, battuta per 2-0 dalla Spagna due giorni dopo. Furono quelle le uniche due presenze della carriera in azzurro di Badini.

## Statistiche

### Cronologia presenze e reti in Nazionale
| Cronologia completa delle presenze e delle reti in nazionale ― Italia | Cronologia completa delle presenze e delle reti in nazionale ― Italia | Cronologia completa delle presenze e delle reti in nazionale ― Italia | Cronologia completa delle presenze e delle reti in nazionale ― Italia | Cronologia completa delle presenze e delle reti in nazionale ― Italia | Cronologia completa delle presenze e delle reti in nazionale ― Italia | Cronologia completa delle presenze e delle reti in nazionale ― Italia | Cronologia completa delle presenze e delle reti in nazionale ― Italia |
| Data                                                                  | Città                                                                 | In casa                                                               | Risultato                                                             | Ospiti                                                                | Competizione                                                          | Reti                                                                  | Note                                                                  |
| --------------------------------------------------------------------- | --------------------------------------------------------------------- | --------------------------------------------------------------------- | --------------------------------------------------------------------- | --------------------------------------------------------------------- | --------------------------------------------------------------------- | --------------------------------------------------------------------- | --------------------------------------------------------------------- |
| 31-8-1920                                                             | Anversa                                                               | Norvegia                                                              | 1 – 2 dts                                                             | Italia                                                                | Olimpiadi 1920 - Consolazione quarti di finale                        | 1                                                                     |                                                                       |
| 2-9-1920                                                              | Anversa                                                               | Italia                                                                | 0 – 2                                                                 | Spagna                                                                | Olimpiadi 1920 - Consolazione semifinale                              | -                                                                     |                                                                       |
| Totale                                                                |                                                                       | Presenze                                                              | 2                                                                     |                                                                       | Reti                                                                  | 1                                                                     |                                                                       |